# CAICA DIGITAL
株式会社 CAICA DIGITAL（カイカデジタル、英語名、CAICA DIGITAL Inc.）は東京都港区南青山に本社のあるIT企業。

## 概要
1989年7月14日に設立された株式会社サン・ジャパン（SJ）が、2009年に国内の他の会社を経営統合し、商号を株式会社SJIに変更。2017年2月1日には株式会社カイカに変更した。その後、2021年11月1日に現社名に変更した。
CAICA DIGITALは、「デジタル金融の世界を切り拓く」をスローガンに掲げ、暗号資産交換所「Zaif」を運営し、暗号資産の投資運用を行う「カイカエクスチェンジグループ」、暗号資産に関する金融商品の企画開発から販売まで行う「カイカ証券グループ」、ブロックチェーンに注力する「CAICAテクノロジーズ」と共同で、経営展開している。
CAICA DIGITALは、独自の暗号資産「カイカコイン」（CICC）を発行している。この「カイカコイン」（CICC）とは、イーサリアムブロックチェーン上で発行されるトークンの規格「ERC20」に準拠したトークンであり、国内の暗号資産交換所の「Zaif」、海外の複数の暗号資産交換所で取引されている。

## 沿革
- 1989年 - 東京都文京区に株式会社サン・ジャパン（SJ）を設立。
- 2005年 - 株式会社SJHから営業権を継承し、新会社を設立。
- 2009年 - 他の国内会社を統合し、株式会社SJIに社名変更。
- 2016年 - フィンテック戦略を掲げ、ブロックチェーンや暗号資産に注力。
- 2017年2月1日 - 株式会社カイカに社名変更。
- 2018年 - 金融事業に参画。eワラント証券株式会社とeワラントグループを子会社とする。株式会社フィスコデジタルアセットグループ（現・Zaif Holdings）を持分法適用関連会社とする。
- 2020年
  - 3月1日 - 持株会社制へ移行し、株式会社CAICAに社名変更。カイカから分離独立した情報システム事業は、株式会社CAICAテクノロジーズに譲渡・承継。
  - 11月 - 企業サポートプラットフォームの運営事業等を担う株式会社CAICAデジタルパートナーズを設立。
  - 12月 - 子会社であるeワラント証券とともに、暗号資産および暗号資産デリバティブへの投資を行うEWC匿名組合の運営する「暗号資産ファンド」、現代アートへの投資を行うEWA匿名組合の運営する「アートファンド」へ出資し子会社化。
- 2021年
  - 2月 - CAICAが株式会社フィスコとの資本業務提携を強化。株式（上場、未上場）、社債（上場、未上場）等への投資を行うCK戦略投資事業有限責任組合を設立。
  - 3月 - CAICAは「Zaif Holdings」の株式を40.7％保有し、実質支配力基準により連結子会社化。これに伴い、Zaif Holdingsの子会社である株式会社Zaif、および株式会社Zaif CapitalもCAICAの連結子会社となる。
  - 8月 - 株式交付により「Zaif Holdings」の株式を83.76％保有。
  - 11月1日 - 株式会社CAICA DIGITALに社名変更。
  - 11月 - 会社分割により、金融サービス事業を統括する中間持株会社・株式会社 カイカフィナンシャルホールディングスを設立。
  - 12月 - カイカフィナンシャルホールディングスを通じて、株式会社フィスコ・キャピタルの全株式を取得し、連結子会社化。商号を株式会社カイカファイナンスに変更。
- 2022年10月 - Web3事業への参入を表明。

## 加盟団体
- ブロックチェーン推進協会（BCCC）

- 日本暗号資産ビジネス協会（JCBA）